# Complejo Educativo Mequitar de Sebastea
El Complejo Educativo Mequitar de Sebastea (en armenio: Մխիթար Սեբաստացի կրթահամալիր), es una escuela pública localizada en el distrito Malatia-Sebastia de Ereván, la capital de Armenia. La escuela es nombrada en honor al prominente erudito y teólogo del siglo XVIII, Mequitar de Sebastea.

## Visión general
La escuela fue fundada en 1984, bajo el nombre inicial de Escuela N° 183 por Ashot Dabaghyan, Ashot Manucharyan, y Ashot Bleyan. La escuela recibió el estatus de ''experimental " el Ministerio de Educación de la RSS de Armenia en 1987, y en 1989, pasó a ser un complejo educativo. Desempeñó un papel clave en el movimiento de Karabaj durante el proceso de la perestroika, y uno de sus cofundadores, Ashot Manucharyan, fue también cofundador del Comité Karabaj.  Su actual director es Ashot Bleyan.

## Estructura
La estructura del complejo es la siguiente:
- Guardería
- Escuela primaria
- Escuela intermedia
- Escuela secundaria
- Escuela de arte junior
- Escuela de arte senior
- Escuela de manualidades senior
- Escuela de deportes
- Escuela de música y danza